# Travis (scimpanzé)
Travis (Festus, 21 ottobre 1995 - Stamford, 16 febbraio 2009) è stato uno scimpanzé comune (Pan troglodytes) che, nel febbraio 2009, aggredì un'amica della sua proprietaria, causandole gravissime menomazioni e sfigurandola a vita, finendo poi ucciso dalla polizia chiamata per fermarlo. Tale avvenimento ha avuto profonde conseguenze in ambito legislativo atte a impedire che situazioni simili potessero accadere in futuro.
Prima del fatto di cronaca, l'animale è apparso in diversi programmi televisivi e spot pubblicitari, inclusi per la Pepsi e Old Navy; è anche apparso in The Maury Povich Show, The Man Show e in un programma televisivo con Sheryl Crow e Michael Moore.

## Biografia
Travis nacque vicino a Festus, nel Missouri, il 21 ottobre 1995, nel complesso di Mike e Connie Braun Casey attualmente chiamato Missouri Chimpanzee Sanctuary (Santuario di scimpanzé del Missouri). La madre dell'animale, Suzy, venne uccisa a colpi d'arma da fuoco dopo una fuga nel 2001. Sandra e Jerome Herold adottarono Travis quando aveva solo tre giorni, chiamandolo in onore del cantante preferito di Sandra, Travis Tritt. I coniugi allevarono lo scimpanzé nella loro casa a Rock Rimmon Road a Stamford, Connecticut. Travis accompagnava continuamente i suoi proprietari, anche al lavoro e nelle compere in città. Gli Herold possedevano una ditta di rimozioni auto e lo scimpanzé posava nelle foto pubblicitarie dell'azienda e viaggiava con il carro attrezzi, con la cintura di sicurezza allacciata indossando una maglietta da baseball. Travis divenne famoso in città, arrivando a scambiare il saluto con gli agenti di polizia che incrociava durante le rimozioni delle auto.
Essendo cresciuto in mezzo ad esseri umani, Travis fu abituato a socializzare con loro fin dalla nascita. Un vicino degli Herold ha affermato che era solito giocare anche fisicamente con Travis, aggiungendo che l'animale sapeva sempre quando fermarsi e prestava molta attenzione al suo proprietario. Il vicino ha raccontato che "ascoltava meglio dei suoi nipoti".
Travis poteva aprire le porte usando le chiavi, vestirsi, annaffiare le piante, dare il fieno ai cavalli degli Herold, mangiare al tavolo con il resto della famiglia e bere vino da un calice; era così appassionato di gelato che imparò gli orari del camion dei gelati di passaggio. Inoltre sapeva connettersi al computer per guardare delle foto, usare il telecomando del televisore (con una predilezione per le partite di baseball) e lavarsi i denti con il dentifricio. In alcune occasioni guidò anche un'auto.
Jerome morì di cancro nel 2004 e l'unica figlia degli Herold era morta anni prima in un incidente d'auto; di conseguenza, Sandra Herold arrivò a considerare Travis quasi un figlio surrogato viziandolo esageratamente. Prese l'abitudine di dormire e fare il bagno con lui; in seguito alla sua morte affermò "Mi sento come vuota, adesso. Ha dormito con me ogni notte. Finché non hai mangiato con uno scimpanzé e fatto il bagno con uno scimpanzé non puoi dire di conoscere uno scimpanzé."

### Incidente del 2003
Nell'ottobre 2003, Travis scappò dall'auto degli Herold e bloccò il traffico a un incrocio, rimanendo a piede libero per diverse ore. L'incidente iniziò quando un pedone lanciò un oggetto contro l'auto, passò attraverso un finestrino parzialmente aperto e colpì Travis mentre lui e i suoi proprietari erano fermi a un semaforo. Sorpreso, l'animale si slacciò la cintura di sicurezza, aprì la portiera della macchina e inseguì l'uomo, senza raggiungerlo. Quando la polizia sopraggiunse, attirò lo scimpanzé in macchina ripetutamente, ma Travis ogni volta usciva da un'altra portiera, anche inseguendo gli agenti.
Tale incidente portò all'approvazione di una legge nel Connecticut che proibisce alle persone di tenere primati di peso superiore a 50 libbre (23 kg) come animali domestici e richiede ai proprietari di animali esotici un permesso speciale. La nuova legge entrò in vigore nel 2009 e, alla morte di Travis, avvenuta nello stesso anno, nessun altro nello Stato aveva chiesto di adottare uno scimpanzé. Il Dipartimento per la protezione dell'ambiente (DEP) del Connecticut non applicò la legge sugli Herold poiché possedevano Travis (il quale pesava 200 libbre, cioè 91 kg) da così tanto tempo che il DEP non credeva che l'animale rappresentasse un rischio per la sicurezza pubblica.

### Attacco del 2009
Il 16 febbraio 2009, intorno alle 15:40, Travis attaccò la cinquantacinquenne Charla Nash, amica di Sandra Herold, infliggendole lesioni devastanti al viso e agli arti. Travis uscì di casa con le chiavi della macchina di Sandra e Charla Nash venne ad aiutarla a riportare lo scimpanzé in casa; dopo aver visto la donna con in mano un Tickle Me Elmo, uno dei suoi giocattoli preferiti, Travis perse il controllo e la attaccò. L'animale conosceva bene Charla, che aveva anche lavorato presso l'azienda degli Herold, sebbene la donna avesse un'acconciatura diversa al momento dell'attacco, il che potrebbe averlo confuso e allarmato; inoltre, lo scimpanzé aveva assunto farmaci per la malattia di Lyme. Sandra Herold, che allora aveva 70 anni, tentò di fermare Travis colpendolo alla testa con una pala e pugnalandolo alla schiena con un coltello da macellaio. "Per me fare qualcosa del genere [accoltellarlo] è stato come accoltellarmi da sola", disse in seguito la Herold. "Lo scimpanzé si voltò come per dire: Mamma, cosa hai fatto?" L'animale si agitò ulteriormente per le ferite. La Herold, a questo punto, credendo che la Nash fosse morta, chiamò il numero d'emergenza 911 e chiese aiuto. Le urla di Travis possono essere ascoltate in sottofondo all'inizio del nastro mentre Sandra implora la polizia, che inizialmente credeva si trattasse di uno scherzo, finché la donna non iniziò a urlare dicendo che "[Travis] la sta mangiando". I servizi medici di emergenza, giunti sul luogo, aspettarono la polizia prima di avvicinarsi alla casa. Travis si diresse verso la macchina della polizia al suo arrivo, cercando di aprire una portiera dal lato passeggero che era chiusa a chiave e rompendo uno specchietto laterale. Poi, andò con calma alla portiera del guidatore e l'aprì; a quel punto, l'agente Frank Chiafari si vide costretto a sparargli più volte. Travis si trascinò dentro casa, dove fu trovato morto accanto alla sua gabbia.
Secondo la procedura standard, la testa di Travis è stata portata al laboratorio statale per un test della rabbia e il corpo è stato portato all'Università del Connecticut per un'autopsia. La testa risultò negativa alla rabbia, ma nel suo sistema fu rilevato dello Xanax (alprazolam). I risultati dell'autopsia nel maggio 2009 hanno confermato che lo scimpanzé era in sovrappeso ed era stato accoltellato. I resti furono cremati all'All Pets Crematory di Stamford il 25 febbraio 2009.
I rapporti di tossicologia hanno confermato l'affermazione di Sandra riguardo l'aver dato a Travis del tè mischiato a Xanax il giorno dell'attacco, il che avrebbe potuto esacerbare la sua aggressività. Infatti lo Xanax è un potente farmaco anti-ansia a breve durata d'azione che può causare disinibizione, disorientamento e occasionalmente allucinazioni, aggressività e rabbia anche negli esseri umani.

#### Postumi dell'incidente su Charla Nash
La squadra di emergenza descrisse le ferite di Nash come "orrende". Nelle 72 ore successive, la donna fu sottoposta a più di sette ore di intervento chirurgico sul viso e sulle mani da parte di quattro squadre di chirurghi. L'ospedale fornì consulenza ai membri del personale che inizialmente l'avevano in cura a causa della natura straordinaria delle sue ferite. Charla Nash perse le mani, il naso, gli occhi, le labbra e la struttura ossea di metà del viso e subì lesioni significative al tessuto cerebrale. I medici le riattaccarono la mascella, ma il 7 aprile 2009 annunciarono che sarebbe rimasta cieca. Le sue ferite la resero una possibile candidata per un intervento chirurgico di trapianto facciale sperimentale. Dopo il trattamento iniziale allo Stamford Hospital, Nash venne trasferita alla Cleveland Clinic di Cleveland, nell'Ohio. La famiglia della donna avviò un fondo fiduciario per raccogliere fondi con cui pagare le spese mediche "insondabili" e sostenere sua figlia. Charla ha rivelato il volto sfigurata in pubblico per la prima volta all'Oprah Winfrey Show l'11 novembre 2009. Non soffriva di dolore fisico a causa dell'attacco, e i suoi familiari hanno espresso la speranza che lasciasse presto la Cleveland Clinic.
L'incidente è diventato una notizia di cronaca internazionale. Poco dopo l'attacco, una donna che aveva vissuto nella stessa zona della Herold ha raccontato che nel 1996 lo scimpanzé le aveva morso la mano e aveva cercato di trascinarla su un veicolo dopo che lei lo aveva salutato. Ha affermato di aver presentato reclamo agli Herold e alla polizia; quest'ultima ha dichiarato di non avere alcuna traccia di tale denuncia.
Nel giugno 2011, la Nash è stata sottoposta a un intervento di trapianto di viso e mani eseguito da un team guidato dal dott. Bohdan Pomahač, presso il Brigham and Women's Hospital ad Harvard. Il trapianto di mani ebbe inizialmente successo ma, poiché poco dopo Charla sviluppò una polmonite, i medici furono costretti a rimuovere le mani appena trapiantate a causa dell'infezione e della conseguente cattiva circolazione.

#### Denuncia
Nel marzo 2009, un avvocato della famiglia di Charla Nash ha intentato una causa da 50 milioni di dollari contro Sandra Herold. Il 6 maggio un giudice di Stamford ha congelato i beni di quest'ultima, per un valore di 10 milioni di dollari. Altri potenziali imputati includevano il Dipartimento per la protezione ambientale del Connecticut, la città di Stamford e il veterinario che aveva prescritto lo Xanax. La difesa ha affermato che lo scimpanzé non aveva manifestato alcun comportamento violento prima dell'attacco, e le due accuse negli attacchi degli anni novanta non sono credibili perché lo scimpanzé non aveva i denti in quel momento.
Il 24 maggio 2010, 15 mesi dopo l'attacco, Sandra Herold morì improvvisamente per la rottura di un aneurisma aortico, all'età di 72 anni. Il suo avvocato, Robert Golger, rilasciò la seguente dichiarazione: "La signora Herold ha subito una serie di perdite strazianti negli ultimi anni, a cominciare dalla morte della figlia uccisa in un incidente d'auto, poi del marito e del suo amato scimpanzé Travis, nonché la tragica mutilazione dell'amica e dipendente Charla Nash. Alla fine, il suo cuore, che era stato rotto così tante volte, non ha più resistito."
Nel novembre 2012, la Nash ha raggiunto un accordo con gli amministratori del patrimonio della defunta Herold e ha ricevuto circa 4 milioni di dollari in risarcimento, somma insufficiente a coprire le sole cure mediche.
Charla ha tentato di citare in giudizio lo stato del Connecticut nel 2013, ma la sua richiesta è stata respinta. Aveva affermato che i funzionari sapevano che l'animale era pericoloso ma non avevano fatto nulla al riguardo. La denuncia della Nash fu respinta sulla base del fatto che al momento dell'attacco non esisteva alcuna legge che proibisse la proprietà privata di uno scimpanzé.
Nel luglio 2013, gli avvocati della Nash hanno fatto ricorso contro la decisione del tribunale.

## Conseguenze sociali
La fuga di Travis e il successivo attacco di Charla Nash sono stati usati come parte dell'episodio Scimpanzé della serie di documentari di Animal Planet Attrazioni fatali. Nell'episodio sono stati utilizzati la registrazione della chiamata originale al 911, quella relativa alla sparatoria della polizia di Travis e le conseguenze della caccia. 
Le notizie sull'incidente si sono diffuse fino in Cina. L'attacco (che riporta somiglianze con un altro simile sempre causato da uno scimpanzé quattro anni prima in California) provocò discussioni sulla possibilità di tenere tali animali esotici come animali domestici da fonti come la rivista Time e i primatologi Jane Goodall e Frans de Waal. In seguito, i membri della PETA avrebbero molestato Herold, sebbene l'organizzazione avesse dichiarato di non avere alcun coinvolgimento ufficiale nella vicenda. 

## Influenza sulla legislazione
Il procuratore generale del Connecticut Richard Blumenthal ha osservato che un errore nella legge esistente del Connecticut del 2004, che vieta di mantenere gli scimpanzé delle dimensioni di Travis (a sua volta conseguenza dell'incidente del 2003), ha permesso che l'attacco si verificasse. Un portavoce del dipartimento di protezione ambientale del Connecticut ha chiarito che Travis era esente dalla legge perché non sembrava presentare un rischio per la società ed era di proprietà prima dell'inizio dell'obbligo di registrazione. Blumenthal ha successivamente inviato delle lettere ai leader legislativi e al Commissario del DEP, chiedendo loro di sostenere una proposta di legge che vieterebbe a tutti gli animali esotici potenzialmente pericolosi come scimpanzé, coccodrilli e serpenti velenosi di essere tenuti in un ambiente residenziale nel Connecticut. Il DEP stava cercando una legge simile che vieti i grandi primati e, dopo l'incidente, ha annunciato di aver cercato l'aiuto dei cittadini, degli agenti di polizia e degli agenti di controllo degli animali per denunciare tali animali domestici all'agenzia. Il comitato editoriale del quotidiano The Advocate a Stamford ha anche sostenuto il divieto del possesso di uccelli e rettili esotici. 
Il 6 gennaio 2009, il rappresentante degli Stati Uniti Earl Blumenauer ha presentato il Captive Primate Safety Act, che avrebbe aggiunto scimmie, grandi scimmie e lemuri all'elenco delle "specie selvatiche vietate" che non possono essere vendute o acquistate tramite vendite interstatali e straniere. L'attacco portò la Humane Society degli Stati Uniti ad unirsi alla Wildlife Conservation Society nel sostenere l'Atto. L'attacco di Travis ha portato alla reintroduzione del disegno di legge da parte del co-sponsor Mark Kirk, il 23 febbraio 2009 Rob Bishopsi è opposto al disegno di legge durante il dibattito in aula, sottolineando che costerebbe 4 milioni di dollari all'anno e non farebbe nulla di diretto per prevenire gli attacchi degli scimpanzé sugli esseri umani. Ha anche affermato che tali attacchi sono relativamente rari. Inoltre, venti stati e il Distretto di Columbia hanno già leggi che vietano i primati come animali domestici. Il 23 febbraio 2009, la Camera ha votato da 323 a 95 a favore del disegno di legge, e gli organi di redazione di diversi importanti giornali, tra cui The New York Times e Newsday , ne hanno sostenuto l'approvazione. Il disegno di legge non è mai stato adottato dal Senato degli Stati Uniti.
Frank Chiafari, l'ufficiale di polizia che ha sparato a Travis a morte, inizialmente non è stato in grado di pagare la sua psicoterapia per la depressione e l'ansia dopo l'incidente. Ciò ha portato alla legge proposta nel 2010 che coprirebbe il risarcimento di un agente di polizia per menomazione mentale o emotiva dopo essere stati costretti a uccidere un animale.

## Influenza sui media
Le notizie sull'incidente si sono diffuse fino alla Cina. L'attacco, simile a quello di un altro scimpanzé avvenuto quattro anni prima in California, ha suscitato discussioni sulla logica di tenere animali esotici come animali da compagnia da parte di fonti come la rivista Time e i primatologi Jane Goodall e Frans de Waal.
Kim Kardashian ha ricevuto critiche per aver pubblicato sul suo blog le foto della sua famiglia con uno scimpanzé di tre anni solo pochi giorni dopo l'attacco. Lo scimpanzé era stato noleggiato per il suo programma televisivo, Keeping Up with the Kardashians. Kardashian si è scusata e ha osservato: "Capisco che il mio tempismo non era appropriato e che sono stata insensibile. Quello che è successo alla donna attaccata dallo scimpanzé è stato devastante. Non intendevo in alcun modo insultare o offendere nessuno pubblicando queste foto".
La fuga di Travis e il successivo attacco di Charla Nash sono stati utilizzati come parte dell'episodio "Chimps" della serie di documentari Animal Planet 2010-2011: Attrazioni fatali. Nell'episodio sono stati utilizzati i suoni della chiamata originale al 911, il traffico radiofonico dell'uccisione di Travis da parte della polizia e le conseguenze della caccia. Nel giugno 2009, il gruppo deathcore americano Suicide Silence ha pubblicato il suo secondo album No Time to Bleed, contenente il brano "...And Then She Bled", una canzone che riproduce la telefonata di emergenza al 911 fatta da Sandra Herold durante l'attacco del 16 febbraio 2009.
Un attacco simile all'incidente è rappresentato nel film del 2022 Nope, in cui uno scimpanzé attore animale viene spaventato sul set e attacca i suoi co-protagonisti umani. Una giovane ragazza sbranata dallo scimpanzé nel film, anni dopo, indossa una copertura di rete sul viso simile a quella indossata da Charla Nash.